# 耶律良
耶律良（？—1070年）字习撚，小字苏，《本纪》作耶律白，辽国官员。着帐郎君之后。

## 经历
生于乾州，在医巫闾山读书，博学，曾想入南山中止学业，友人阻止他说：“尔无仆御，驱驰千里，纵闻见过人，年亦垂暮。今若即仕，已有余地。”良曰：“穷通命也，非尔所知。”不听，留数年而归。
重熙年间，补任寝殿小底，成为燕赵国王近侍。因家贫，奉命管理厩马。后奉命修起居注。参加秋山打猎时，耶律良进《秋游赋》，得辽兴宗嘉奖。清宁年间，辽道宗浏览鸭子河，耶律良作《捕鱼赋》。因此更为受宠，迁知制诰，兼任知部署司事。清宁六年（1063年）五月初一，监修国史耶律良奏请编制御制诗文，名为《清宁集》；辽道宗命耶律良编诗集《庆会集》，道宗亲自写序言。后来耶律良任敦睦宫使，兼权知皇太后宫诸局事。

清宁九年（1063年），耶律良得知耶律重元与其子耶律涅鲁古谋乱，而皇帝与他们太亲近，不敢遽奏，密告于仁懿太后萧挞里。太后就假装有病，召道宗并与道宗说明。道宗问耶律良：“汝欲间我骨肉耶？”耶律良上奏道：“臣若妄言，甘伏斧锧。陛下不早备，恐堕贼计。如召涅鲁古不来，可卜其事。”道宗听从了他，派使者到耶律重元那里，在门口，耶律涅鲁古意欲害使者，羁于帐下。使者以佩刀断帟逃出，跑到行宫报告。道宗开始相信。叛乱平息，因功迁任汉人行宫都部署。咸雍初年，同知南院枢密使事，咸雍二年（1066年）七月初一，以同知南院枢密使事耶律白为惕隐，咸雍六年（1070年），道宗命惕隐耶律良、枢密使耶律乙辛等更定《条制》。六月，出任知中京留守事。八月丙子，逝世，辽道宗表示哀悼，遣重臣赙祭，给葬具，追封辽西郡王，谥曰忠成。

## 传記資料
- 《遼史》卷96 列传第26